# Коцудза-Перша
Коцудза-Перша (пол. Kocudza Pierwsza) — село в Польщі, у гміні Дзволя Янівського повіту Люблінського воєводства.
Населення — 561 особа (2011).
У 1975-1998 роках село належало до Тарнобжезького воєводства.

## Демографія
Демографічна структура станом на 31 березня 2011 року:
|          | Загалом | Допрацездатний вік | Працездатний вік | Постпрацездатний вік |
| -------- | ------- | ------------------ | ---------------- | -------------------- |
| Чоловіки | 278     | 59                 | 177              | 42                   |
| Жінки    | 283     | 54                 | 144              | 85                   |
| Разом    | 561     | 113                | 321              | 127                  |